# Liste des sénateurs des États-Unis pour le Delaware
Cet article dresse la liste des membres du Sénat des États-Unis élus de l'État du Delaware depuis l'indépendance des États-Unis.

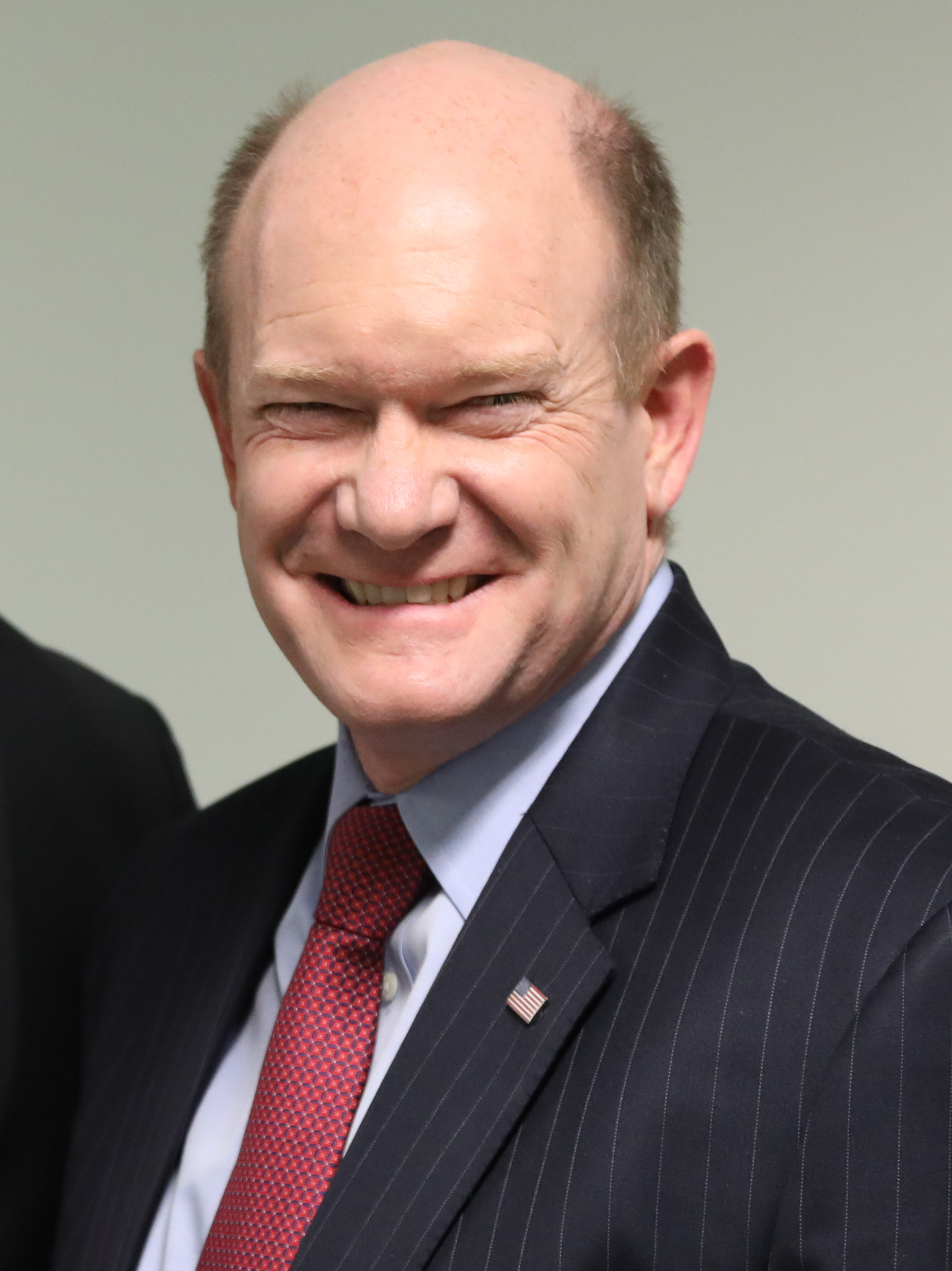
Christopher Coons (D), sénateur depuis 2010.
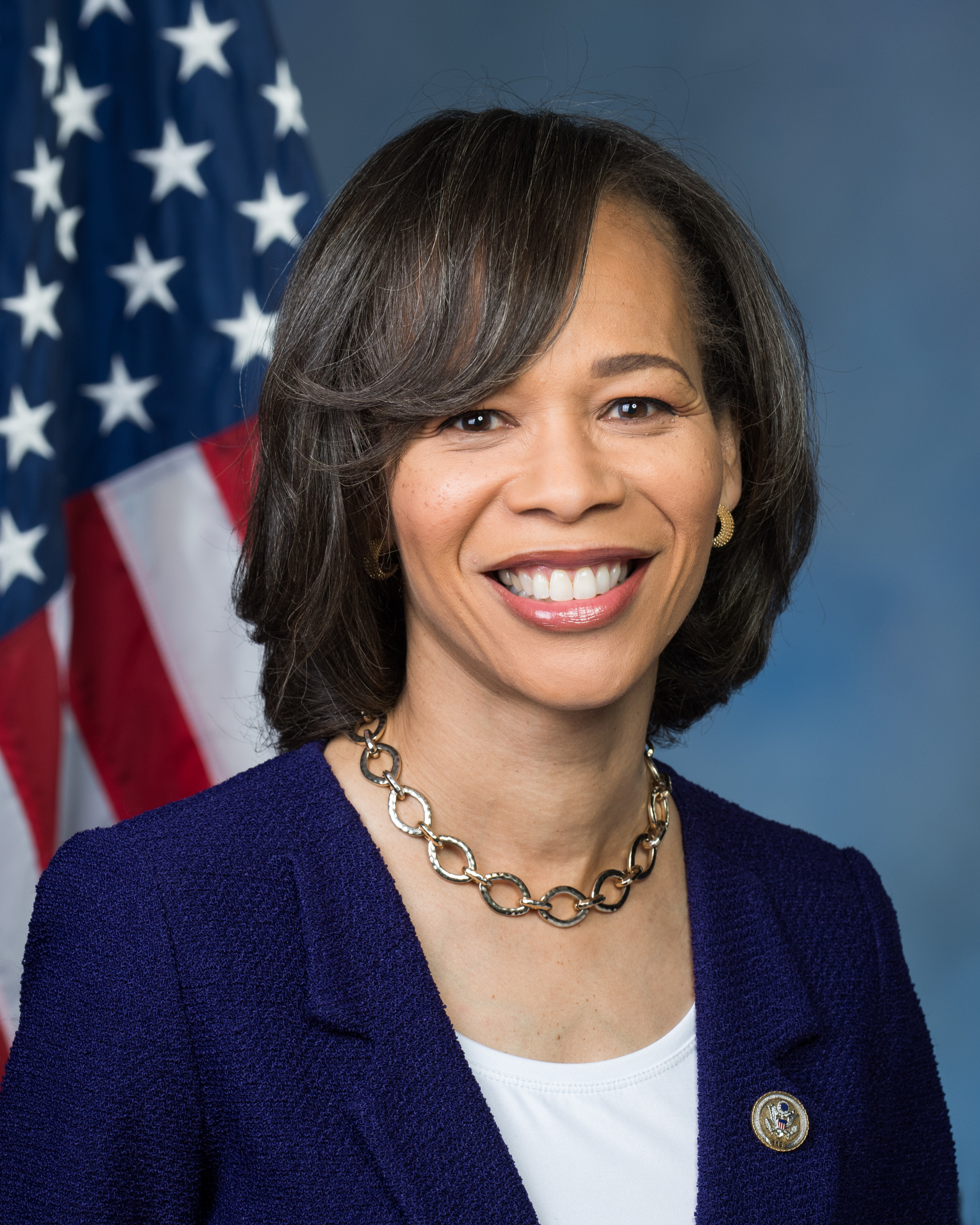
Lisa Blunt Rochester (D), sénatrice depuis 2025.

## Élections
Les deux sénateurs sont élus au suffrage universel direct pour un mandat de six ans. Les prochaines élections auront lieu le 3 novembre 2026 pour le siège de la classe II et le 5 novembre 2030 pour le siège de la classe I.

## Liste des sénateurs
| Sénateur de classe I                                       | Sénateur de classe I                                       | Sénateur de classe I                                       | Congrès                                                    | Sénateur de classe II                                      | Sénateur de classe II                                      | Sénateur de classe II                                      |
| ---------------------------------------------------------- | ---------------------------------------------------------- | ---------------------------------------------------------- | ---------------------------------------------------------- | ---------------------------------------------------------- | ---------------------------------------------------------- | ---------------------------------------------------------- |
| 1er (1789-1791)                                            |                                                            |                                                            |                                                            |                                                            |                                                            |                                                            |
| 2e (1791-1793)                                             |                                                            |                                                            |                                                            |                                                            |                                                            |                                                            |
| 3e (1793-1795)                                             |                                                            |                                                            |                                                            |                                                            |                                                            |                                                            |
| 4e (1795-1797)                                             |                                                            |                                                            |                                                            |                                                            |                                                            |                                                            |
| 5e (1797-1799)                                             |                                                            |                                                            |                                                            |                                                            |                                                            |                                                            |
| 6e (1799-1801)                                             |                                                            |                                                            |                                                            |                                                            |                                                            |                                                            |
| 7e (1801-1803)                                             |                                                            |                                                            |                                                            |                                                            |                                                            |                                                            |
| 8e (1803-1805)                                             |                                                            |                                                            |                                                            |                                                            |                                                            |                                                            |
| 9e (1805-1807)                                             |                                                            |                                                            |                                                            |                                                            |                                                            |                                                            |
| 10e (1807-1809)                                            |                                                            |                                                            |                                                            |                                                            |                                                            |                                                            |
| 11e (1809-1811)                                            |                                                            |                                                            |                                                            |                                                            |                                                            |                                                            |
| 12e (1811-1813)                                            |                                                            |                                                            |                                                            |                                                            |                                                            |                                                            |
| 13e (1813-1815)                                            |                                                            |                                                            |                                                            |                                                            |                                                            |                                                            |
| 14e (1815-1817)                                            |                                                            |                                                            |                                                            |                                                            |                                                            |                                                            |
| 15e (1817-1819)                                            |                                                            |                                                            |                                                            |                                                            |                                                            |                                                            |
| 16e (1819-1821)                                            |                                                            |                                                            |                                                            |                                                            |                                                            |                                                            |
| 17e (1821-1823)                                            |                                                            |                                                            |                                                            |                                                            |                                                            |                                                            |
| 18e (1823-1825)                                            |                                                            |                                                            |                                                            |                                                            |                                                            |                                                            |
| 19e (1825-1827)                                            |                                                            |                                                            |                                                            |                                                            |                                                            |                                                            |
| 20e (1827-1829)                                            |                                                            |                                                            |                                                            |                                                            |                                                            |                                                            |
| 21e (1829-1831)                                            |                                                            |                                                            |                                                            |                                                            |                                                            |                                                            |
| 22e (1831-1833)                                            |                                                            |                                                            |                                                            |                                                            |                                                            |                                                            |
| 23e (1833-1835)                                            |                                                            |                                                            |                                                            |                                                            |                                                            |                                                            |
| 24e (1835-1837)                                            |                                                            |                                                            |                                                            |                                                            |                                                            |                                                            |
| 25e (1837-1839)                                            |                                                            |                                                            |                                                            |                                                            |                                                            |                                                            |
| 26e (1839-1841)                                            |                                                            |                                                            |                                                            |                                                            |                                                            |                                                            |
| 27e (1841-1843)                                            |                                                            |                                                            |                                                            |                                                            |                                                            |                                                            |
| 28e (1843-1845)                                            |                                                            |                                                            |                                                            |                                                            |                                                            |                                                            |
| 29e (1845-1847)                                            |                                                            |                                                            |                                                            |                                                            |                                                            |                                                            |
| 30e (1847-1849)                                            |                                                            |                                                            |                                                            |                                                            |                                                            |                                                            |
| 31e (1849-1851)                                            |                                                            |                                                            |                                                            |                                                            |                                                            |                                                            |
| 32e (1851-1853)                                            |                                                            |                                                            |                                                            |                                                            |                                                            |                                                            |
|                                                            | James A. Bayard Jr. (en) (démocrate)                       |                                                            | 33e (1853-1855)                                            |                                                            |                                                            |                                                            |
| 34e (1855-1856)                                            | James A. Bayard Jr. (en) (démocrate)                       |                                                            |                                                            |                                                            |                                                            |                                                            |
| 34e (1856-1857)                                            | James A. Bayard Jr. (en) (démocrate)                       |                                                            |                                                            |                                                            |                                                            |                                                            |
| 34e (1857)                                                 | James A. Bayard Jr. (en) (démocrate)                       |                                                            | Martin W. Bates (en) (démocrate)                           |                                                            |                                                            |                                                            |
| 35e (1857-1859)                                            | James A. Bayard Jr. (en) (démocrate)                       |                                                            | Martin W. Bates (en) (démocrate)                           |                                                            |                                                            |                                                            |
| 36e (1859-1861)                                            | James A. Bayard Jr. (en) (démocrate)                       |                                                            | Willard Saulsbury Sr. (en) (démocrate)                     |                                                            |                                                            |                                                            |
| 37e (1861-1863)                                            | James A. Bayard Jr. (en) (démocrate)                       |                                                            | Willard Saulsbury Sr. (en) (démocrate)                     |                                                            |                                                            |                                                            |
| 38e (1863-1864)                                            | James A. Bayard Jr. (en) (démocrate)                       |                                                            | Willard Saulsbury Sr. (en) (démocrate)                     |                                                            |                                                            |                                                            |
|                                                            | George R. Riddle (en) (démocrate)                          |                                                            | Willard Saulsbury Sr. (en) (démocrate)                     | 38e (1864-1865)                                            |                                                            |                                                            |
| 39e (1865-1867)                                            | George R. Riddle (en) (démocrate)                          |                                                            | Willard Saulsbury Sr. (en) (démocrate)                     |                                                            |                                                            |                                                            |
| 40e (1867)                                                 | George R. Riddle (en) (démocrate)                          |                                                            | Willard Saulsbury Sr. (en) (démocrate)                     |                                                            |                                                            |                                                            |
|                                                            | James A. Bayard Jr. (en) (démocrate)                       |                                                            | Willard Saulsbury Sr. (en) (démocrate)                     | 40e (1867-1869)                                            |                                                            |                                                            |
|                                                            | Thomas F. Bayard (démocrate)                               |                                                            | Willard Saulsbury Sr. (en) (démocrate)                     | 41e (1869-1871)                                            |                                                            |                                                            |
| 42e (1871-1873)                                            | Thomas F. Bayard (démocrate)                               |                                                            | Eli M. Saulsbury (en) (démocrate)                          |                                                            |                                                            |                                                            |
| 43e (1873-1875)                                            | Thomas F. Bayard (démocrate)                               |                                                            | Eli M. Saulsbury (en) (démocrate)                          |                                                            |                                                            |                                                            |
| 44e (1875-1877)                                            | Thomas F. Bayard (démocrate)                               |                                                            | Eli M. Saulsbury (en) (démocrate)                          |                                                            |                                                            |                                                            |
| 45e (1877-1879)                                            | Thomas F. Bayard (démocrate)                               |                                                            | Eli M. Saulsbury (en) (démocrate)                          |                                                            |                                                            |                                                            |
| 46e (1879-1881)                                            | Thomas F. Bayard (démocrate)                               |                                                            | Eli M. Saulsbury (en) (démocrate)                          |                                                            |                                                            |                                                            |
| 47e (1881-1883)                                            | Thomas F. Bayard (démocrate)                               |                                                            | Eli M. Saulsbury (en) (démocrate)                          |                                                            |                                                            |                                                            |
| 48e (1883-1885)                                            | Thomas F. Bayard (démocrate)                               |                                                            | Eli M. Saulsbury (en) (démocrate)                          |                                                            |                                                            |                                                            |
| 49e (1885)                                                 | Thomas F. Bayard (démocrate)                               |                                                            | Eli M. Saulsbury (en) (démocrate)                          |                                                            |                                                            |                                                            |
|                                                            | George Gray (en) (démocrate)                               |                                                            | Eli M. Saulsbury (en) (démocrate)                          | 49e (1885-1887)                                            |                                                            |                                                            |
| 50e (1887-1889)                                            | George Gray (en) (démocrate)                               |                                                            | Eli M. Saulsbury (en) (démocrate)                          |                                                            |                                                            |                                                            |
| 51e (1889-1891)                                            | George Gray (en) (démocrate)                               |                                                            | Anthony C. Higgins (en) (républicain)                      |                                                            |                                                            |                                                            |
| 52e (1891-1893)                                            | George Gray (en) (démocrate)                               |                                                            | Anthony C. Higgins (en) (républicain)                      |                                                            |                                                            |                                                            |
| 53e (1893-1895)                                            | George Gray (en) (démocrate)                               |                                                            | Anthony C. Higgins (en) (républicain)                      |                                                            |                                                            |                                                            |
| 54e (1895-1897)                                            | George Gray (en) (démocrate)                               | Siège vacant, la législature échouant à élire un sénateur. | Siège vacant, la législature échouant à élire un sénateur. | Siège vacant, la législature échouant à élire un sénateur. |                                                            |                                                            |
| 54e (1895-1897)                                            | George Gray (en) (démocrate)                               |                                                            | Richard R. Kenney (en) (démocrate)                         |                                                            |                                                            |                                                            |
| 55e (1897-1899)                                            | George Gray (en) (démocrate)                               |                                                            | Richard R. Kenney (en) (démocrate)                         |                                                            |                                                            |                                                            |
| Siège vacant, la législature échouant à élire un sénateur. | Siège vacant, la législature échouant à élire un sénateur. | Siège vacant, la législature échouant à élire un sénateur. | Richard R. Kenney (en) (démocrate)                         | 56e (1899-1901)                                            |                                                            |                                                            |
| Siège vacant, la législature échouant à élire un sénateur. | Siège vacant, la législature échouant à élire un sénateur. | Siège vacant, la législature échouant à élire un sénateur. | 57e (1901-1903)                                            | Siège vacant, la législature échouant à élire un sénateur. | Siège vacant, la législature échouant à élire un sénateur. | Siège vacant, la législature échouant à élire un sénateur. |
|                                                            | L. Heisler Ball (en) (républicain)                         |                                                            | 57e (1903)                                                 |                                                            | J. Frank Allee (républicain)                               |                                                            |
| 58e (1903-1905)                                            | L. Heisler Ball (en) (républicain)                         |                                                            |                                                            |                                                            | J. Frank Allee (républicain)                               |                                                            |
| Siège vacant, la législature échouant à élire un sénateur. | Siège vacant, la législature échouant à élire un sénateur. | Siège vacant, la législature échouant à élire un sénateur. | 59e (1905-1906)                                            |                                                            | J. Frank Allee (républicain)                               |                                                            |
|                                                            | Henry A. du Pont (républicain)                             |                                                            | 59e (1906-1907)                                            |                                                            | J. Frank Allee (républicain)                               |                                                            |
| 60e (1907-1909)                                            | Henry A. du Pont (républicain)                             |                                                            | Harry A. Richardson (en) (républicain)                     |                                                            |                                                            |                                                            |
| 61e (1909-1911)                                            | Henry A. du Pont (républicain)                             |                                                            | Harry A. Richardson (en) (républicain)                     |                                                            |                                                            |                                                            |
| 62e (1911-1913)                                            | Henry A. du Pont (républicain)                             |                                                            | Harry A. Richardson (en) (républicain)                     |                                                            |                                                            |                                                            |
| 63e (1913-1915)                                            | Henry A. du Pont (républicain)                             |                                                            | Willard Saulsbury Jr. (en) (démocrate)                     |                                                            |                                                            |                                                            |
| 64e (1915-1917)                                            | Henry A. du Pont (républicain)                             |                                                            | Willard Saulsbury Jr. (en) (démocrate)                     |                                                            |                                                            |                                                            |
|                                                            | Josiah O. Wolcott (en) (démocrate)                         |                                                            | Willard Saulsbury Jr. (en) (démocrate)                     | 65e (1917-1919)                                            |                                                            |                                                            |
| 66e (1919-1921)                                            | Josiah O. Wolcott (en) (démocrate)                         |                                                            | L. Heisler Ball (en) (républicain)                         |                                                            |                                                            |                                                            |
| 67e (1921)                                                 | Josiah O. Wolcott (en) (démocrate)                         |                                                            | L. Heisler Ball (en) (républicain)                         |                                                            |                                                            |                                                            |
|                                                            | T. Coleman du Pont (en) (républicain)                      |                                                            | L. Heisler Ball (en) (républicain)                         | 67e (1921-1922)                                            |                                                            |                                                            |
|                                                            | Thomas F. Bayard Jr. (en) (démocrate)                      |                                                            | L. Heisler Ball (en) (républicain)                         | 67e (1922-1923)                                            |                                                            |                                                            |
| 68e (1923-1925)                                            | Thomas F. Bayard Jr. (en) (démocrate)                      |                                                            | L. Heisler Ball (en) (républicain)                         |                                                            |                                                            |                                                            |
| 69e (1925-1927)                                            | Thomas F. Bayard Jr. (en) (démocrate)                      |                                                            | T. Coleman du Pont (en) (républicain)                      |                                                            |                                                            |                                                            |
| 70e (1927-1928)                                            | Thomas F. Bayard Jr. (en) (démocrate)                      |                                                            | T. Coleman du Pont (en) (républicain)                      |                                                            |                                                            |                                                            |
| 70e (1928-1929)                                            | Thomas F. Bayard Jr. (en) (démocrate)                      |                                                            | Daniel O. Hastings (en) (républicain)                      |                                                            |                                                            |                                                            |
|                                                            | John G. Townsend Jr. (en) (républicain)                    |                                                            | Daniel O. Hastings (en) (républicain)                      | 71e (1929-1931)                                            |                                                            |                                                            |
| 72e (1931-1933)                                            | John G. Townsend Jr. (en) (républicain)                    |                                                            | Daniel O. Hastings (en) (républicain)                      |                                                            |                                                            |                                                            |
| 73e (1933-1935)                                            | John G. Townsend Jr. (en) (républicain)                    |                                                            | Daniel O. Hastings (en) (républicain)                      |                                                            |                                                            |                                                            |
| 74e (1935-1937)                                            | John G. Townsend Jr. (en) (républicain)                    |                                                            | Daniel O. Hastings (en) (républicain)                      |                                                            |                                                            |                                                            |
| 75e (1937-1939)                                            | John G. Townsend Jr. (en) (républicain)                    |                                                            | James H. Hughes (en) (démocrate)                           |                                                            |                                                            |                                                            |
| 76e (1939-1941)                                            | John G. Townsend Jr. (en) (républicain)                    |                                                            | James H. Hughes (en) (démocrate)                           |                                                            |                                                            |                                                            |
|                                                            | James M. Tunnell (en) (démocrate)                          |                                                            | James H. Hughes (en) (démocrate)                           | 77e (1941-1943)                                            |                                                            |                                                            |
| 78e (1943-1945)                                            | James M. Tunnell (en) (démocrate)                          |                                                            | C. Douglass Buck (en) (républicain)                        |                                                            |                                                            |                                                            |
| 79e (1945-1947)                                            | James M. Tunnell (en) (démocrate)                          |                                                            | C. Douglass Buck (en) (républicain)                        |                                                            |                                                            |                                                            |
|                                                            | John J. Williams (en) (républicain)                        |                                                            | C. Douglass Buck (en) (républicain)                        | 80e (1947-1949)                                            |                                                            |                                                            |
| 81e (1949-1951)                                            | John J. Williams (en) (républicain)                        |                                                            | J. Allen Frear Jr. (en) (démocrate)                        |                                                            |                                                            |                                                            |
| 82e (1951-1953)                                            | John J. Williams (en) (républicain)                        |                                                            | J. Allen Frear Jr. (en) (démocrate)                        |                                                            |                                                            |                                                            |
| 83e (1953-1955)                                            | John J. Williams (en) (républicain)                        |                                                            | J. Allen Frear Jr. (en) (démocrate)                        |                                                            |                                                            |                                                            |
| 84e (1955-1957)                                            | John J. Williams (en) (républicain)                        |                                                            | J. Allen Frear Jr. (en) (démocrate)                        |                                                            |                                                            |                                                            |
| 85e (1957-1959)                                            | John J. Williams (en) (républicain)                        |                                                            | J. Allen Frear Jr. (en) (démocrate)                        |                                                            |                                                            |                                                            |
| 86e (1959-1961)                                            | John J. Williams (en) (républicain)                        |                                                            | J. Allen Frear Jr. (en) (démocrate)                        |                                                            |                                                            |                                                            |
| 87e (1961-1963)                                            | John J. Williams (en) (républicain)                        |                                                            | J. Caleb Boggs (républicain)                               |                                                            |                                                            |                                                            |
| 88e (1963-1965)                                            | John J. Williams (en) (républicain)                        |                                                            | J. Caleb Boggs (républicain)                               |                                                            |                                                            |                                                            |
| 89e (1965-1967)                                            | John J. Williams (en) (républicain)                        |                                                            | J. Caleb Boggs (républicain)                               |                                                            |                                                            |                                                            |
| 90e (1967-1969)                                            | John J. Williams (en) (républicain)                        |                                                            | J. Caleb Boggs (républicain)                               |                                                            |                                                            |                                                            |
| 91e (1969-1971)                                            | John J. Williams (en) (républicain)                        |                                                            | J. Caleb Boggs (républicain)                               |                                                            |                                                            |                                                            |
|                                                            | William V. Roth Jr. (républicain)                          |                                                            | J. Caleb Boggs (républicain)                               | 91e (1971)                                                 |                                                            |                                                            |
| 92e (1971-1973)                                            | William V. Roth Jr. (républicain)                          |                                                            | J. Caleb Boggs (républicain)                               |                                                            |                                                            |                                                            |
| 93e (1973-1975)                                            | William V. Roth Jr. (républicain)                          |                                                            | Joe Biden (démocrate)                                      |                                                            |                                                            |                                                            |
| 94e (1975-1977)                                            | William V. Roth Jr. (républicain)                          |                                                            | Joe Biden (démocrate)                                      |                                                            |                                                            |                                                            |
| 95e (1977-1979)                                            | William V. Roth Jr. (républicain)                          |                                                            | Joe Biden (démocrate)                                      |                                                            |                                                            |                                                            |
| 96e (1979-1981)                                            | William V. Roth Jr. (républicain)                          |                                                            | Joe Biden (démocrate)                                      |                                                            |                                                            |                                                            |
| 97e (1981-1983)                                            | William V. Roth Jr. (républicain)                          |                                                            | Joe Biden (démocrate)                                      |                                                            |                                                            |                                                            |
| 98e (1983-1985)                                            | William V. Roth Jr. (républicain)                          |                                                            | Joe Biden (démocrate)                                      |                                                            |                                                            |                                                            |
| 99e (1985-1987)                                            | William V. Roth Jr. (républicain)                          |                                                            | Joe Biden (démocrate)                                      |                                                            |                                                            |                                                            |
| 100e (1987-1989)                                           | William V. Roth Jr. (républicain)                          |                                                            | Joe Biden (démocrate)                                      |                                                            |                                                            |                                                            |
| 101e (1989-1991)                                           | William V. Roth Jr. (républicain)                          |                                                            | Joe Biden (démocrate)                                      |                                                            |                                                            |                                                            |
| 102e (1991-1993)                                           | William V. Roth Jr. (républicain)                          |                                                            | Joe Biden (démocrate)                                      |                                                            |                                                            |                                                            |
| 103e (1993-1995)                                           | William V. Roth Jr. (républicain)                          |                                                            | Joe Biden (démocrate)                                      |                                                            |                                                            |                                                            |
| 104e (1995-1997)                                           | William V. Roth Jr. (républicain)                          |                                                            | Joe Biden (démocrate)                                      |                                                            |                                                            |                                                            |
| 105e (1997-1999)                                           | William V. Roth Jr. (républicain)                          |                                                            | Joe Biden (démocrate)                                      |                                                            |                                                            |                                                            |
| 106e (1999-2001)                                           | William V. Roth Jr. (républicain)                          |                                                            | Joe Biden (démocrate)                                      |                                                            |                                                            |                                                            |
|                                                            | Tom Carper (démocrate)                                     |                                                            | Joe Biden (démocrate)                                      | 107e (2001-2003)                                           |                                                            |                                                            |
| 108e (2003-2005)                                           | Tom Carper (démocrate)                                     |                                                            | Joe Biden (démocrate)                                      |                                                            |                                                            |                                                            |
| 109e (2005-2007)                                           | Tom Carper (démocrate)                                     |                                                            | Joe Biden (démocrate)                                      |                                                            |                                                            |                                                            |
| 110e (2007-2009)                                           | Tom Carper (démocrate)                                     |                                                            | Joe Biden (démocrate)                                      |                                                            |                                                            |                                                            |
| 111e (2009)                                                | Tom Carper (démocrate)                                     |                                                            | Joe Biden (démocrate)                                      |                                                            |                                                            |                                                            |
| 111e (2009-2010)                                           | Tom Carper (démocrate)                                     |                                                            | Ted Kaufman (démocrate)                                    |                                                            |                                                            |                                                            |
| 111e (2010-2011)                                           | Tom Carper (démocrate)                                     |                                                            | Christopher Coons (démocrate)                              |                                                            |                                                            |                                                            |
| 112e (2011-2013)                                           | Tom Carper (démocrate)                                     |                                                            | Christopher Coons (démocrate)                              |                                                            |                                                            |                                                            |
| 113e (2013-2015)                                           | Tom Carper (démocrate)                                     |                                                            | Christopher Coons (démocrate)                              |                                                            |                                                            |                                                            |
| 114e (2015-2017)                                           | Tom Carper (démocrate)                                     |                                                            | Christopher Coons (démocrate)                              |                                                            |                                                            |                                                            |
| 115e (2017-2019)                                           | Tom Carper (démocrate)                                     |                                                            | Christopher Coons (démocrate)                              |                                                            |                                                            |                                                            |
| 116e (2019-2021)                                           | Tom Carper (démocrate)                                     |                                                            | Christopher Coons (démocrate)                              |                                                            |                                                            |                                                            |
| 117e (2021-2023)                                           | Tom Carper (démocrate)                                     |                                                            | Christopher Coons (démocrate)                              |                                                            |                                                            |                                                            |
| 118e (2023-2025)                                           | Tom Carper (démocrate)                                     |                                                            | Christopher Coons (démocrate)                              |                                                            |                                                            |                                                            |
|                                                            | Lisa Blunt Rochester (démocrate)                           |                                                            | Christopher Coons (démocrate)                              | 119e (2025-2027)                                           |                                                            |                                                            |